# ФК Влазрими Кичево
ФК Влазрими је фудбалски клуб из Северној Македонији. Игра у Кичеву, а основан је 1977. године. Боје клуба су светлоплава и бела. 

## Историја
Постали су део прве лиге први пут у сезони 2005/2006. Године 2007. прешли су у другу лигу, као последњи са 9 бодова на табели, за 4 мање од првог суседа, Брегалнице из Штипа.
У сезони 2008/2009. играју у 3. лиги.

## Познати играчи
- Мухарем Бајрами
- Адекунле Лукмон